# Рид, Лоуренс
Лоуренс Рид (англ. Lawrence Reed, 25 сентября 1953, Пенсильвания) — американский экономист австрийской школы и либертарианец.
Почётный доктор государственного управления (PhD) Центрального мичиганского университета (1994). Почётный доктор права Нортвудского университета (2008).
Окончил Grove City College (1971—1975, бакалавр экономики) и Slippery Rock University of Pennsylvania (1975—1978, магистр истории).
В 1977—1984 годах профессор экономики в Нортвудском университете.
С сентября 2008 года президент Фонда экономического образования.

## Награды
- Большой крест ордена Заслуг перед Республикой Польша (2023)[3].